# 212

212(이백십이)는 211보다 크고 213보다 작은 자연수다.

## 수학
- 합성수로, 그 약수는 1, 2, 4, 53, 106, 212이다. 진약수의 합은 166이므로, 212는 부족수다.
- 자릿수 제곱합이 제곱수인 28번째 자연수다. 이 성질을 지닌 앞의 수는 200, 다음 수는 221이다. (OEIS의 수열 A175396)
  - {\displaystyle 2^{2}+1^{2}+2^{2}+4+1+4=9=3^{2}}
- {\displaystyle 212=4^{2}+14^{2}}
  - 서로 다른 두 자연수의 제곱합으로 나타낼 수 있는 수다.
- {\displaystyle 23^{4}-1}은 212로 나누어떨어진다.

## 과학·기술
- 212℉: 1기압에서 물의 끓는점을 화씨로 나타낸 온도(= 100℃).
- NGC 212: 봉황자리 방향에 있는 렌즈형은하.
- 벨 212

## 교통

### 철도
- 서울 지하철 2호선 건대입구역의 역번호.
- 부산 도시철도 2호선 경성대·부경대역의 역번호.
- 대구 도시철도 2호선은 212번 역이 없고, 216번부터 시작한다.

### 도로
- 일본 212번 국도(일본어판): 오이타현 나카쓰시에서 구마모토현 아소시까지 이어지는 일본의 국도.
- 현도 제212호선

## 군사
- U-212(영어판): 제2차 세계 대전에 사용된 나치 독일의 군용 잠수함.

## 문화유산
- 대한민국의 국보 제212호: 대불정여래밀인수증료의제보살만행수능엄경(언해)
- 대한민국의 보물 제212호: 창녕 관룡사 대웅전
- 대한민국의 사적 제212호: 청주 상당산성

## 방송
- 스카이라이프의 SPOTV 프라임 채널 번호.
- LG헬로비전의 브라보키즈 채널 번호.
- B tv 케이블의 리얼TV 채널 번호.
- KT HCN의 텔레노벨라 채널 번호.

## 기타
- 날짜: 2월 12일
- 연도: 212년, 기원전 212년